# Eyes of Oblivion
Eyes of Oblivion är det åttonde studioalbumet av den svenska rockgruppen The Hellacopters, utgivet av Nuclear Blast den 1 april 2022. Det är det första albumet sedan Head Off (2008) och det första med egen musik sedan Rock & Roll Is Dead (2005), bådadera det längsta uppehållet gruppen hittills haft mellan två studioalbum.

## Låtlista
| Nr  | Titel                  | Längd |
| --- | ---------------------- | ----- |
| 1.  | Reap A Hurricane       |       |
| 2.  | Can It Wait            |       |
| 3.  | So Sorry I Could Die   |       |
| 4.  | Eyes Of Oblivion       |       |
| 5.  | A Plow And A Doctor    |       |
| 6.  | Positively Not Knowing |       |
| 7.  | Tin Foil Soldier       |       |
| 8.  | Beguiled               |       |
| 9.  | The Pressure's On      |       |
| 10. | Try Me Tonight         |       |